# Tour Iris
Pour les articles homonymes, voir Silver Tower.
La Tour Iris (anciennement Silver Tower),  est un immeuble de grande hauteur situé à Saint-Josse-ten-Noode  dans la région de Bruxelles-Capitale. 
La tour a une hauteur de 137 m pour plus de 30 étages, ce qui fait d'elle la 5e plus haute tour de Bruxelles.

## Situation
Située sur la place Saint-Lazare à côté des voies de la jonction Nord-Midi inaugurée en novembre 2020.  Elle se trouve entre le Covent Garden et le Botanic Building. 

## Description
Elle se compose de 32 étages de bureaux, 1 étage technique et 7 étages en sous-sols, elle dispose de 10 ascenseurs, 2 escaliers et une surface d'environ 30 000 M2. 
La tour abrite depuis janvier 2021 le service public régional de Bruxelleset de Bruxelles Fiscalité.
Depuis Mars 2023 Talent.Brussels a rejoint la Tour.
En Octobre 2024 c'est au tour de Paradigm (ex CIRB) de rejoindre l'Iris Tower.

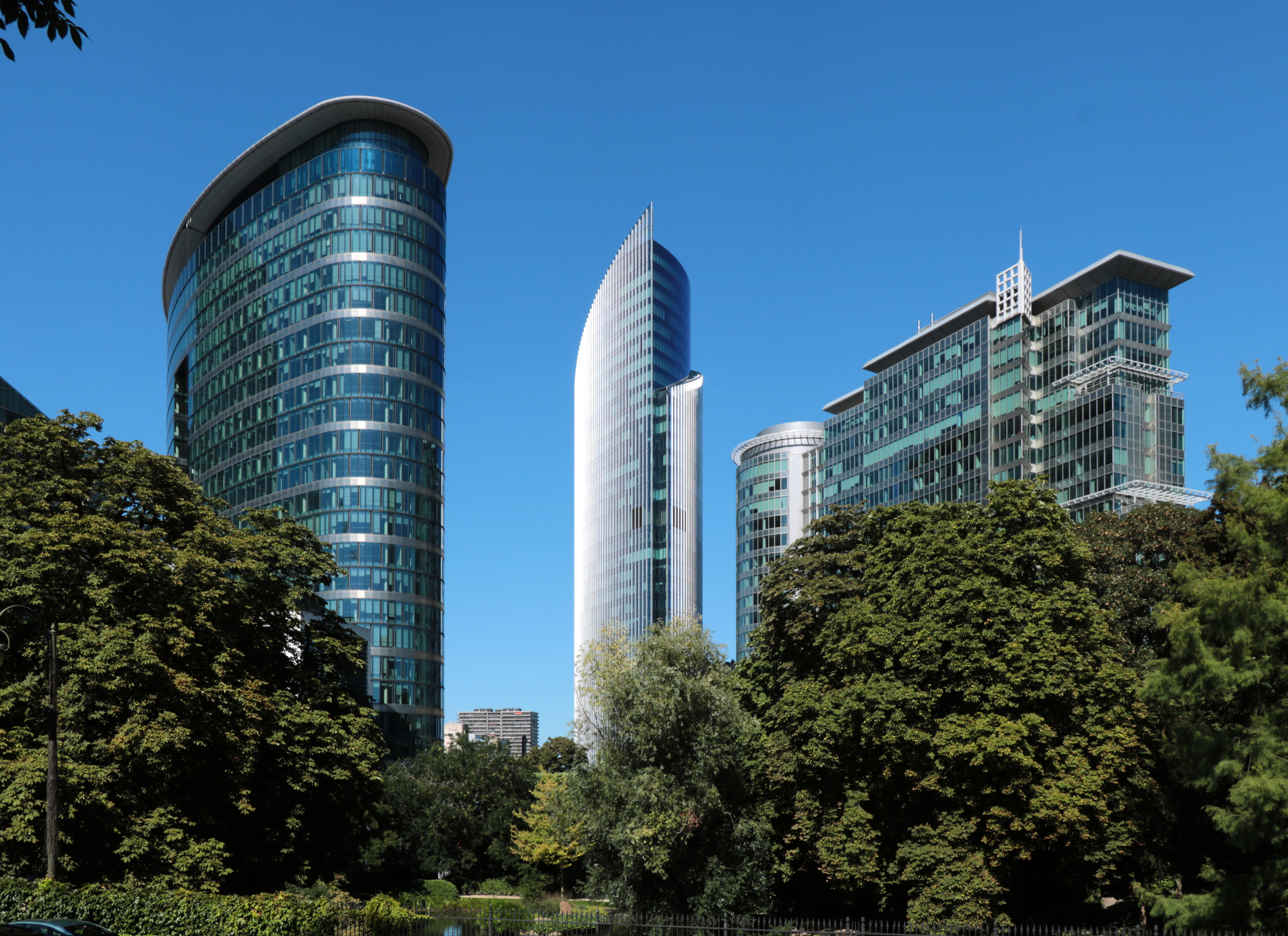
La Tour Iris vue depuis le boulevard du Jardin botanique, entre le Covent Garden à gauche et le Botanic Building à droite.